# Membraniporella skeletos
Membraniporella skeletos är en mossdjursart som beskrevs av Gordon 1993. Membraniporella skeletos ingår i släktet Membraniporella och familjen Cribrilinidae. Inga underarter finns listade i Catalogue of Life.